# Isochromodes confusata
Isochromodes confusata là một loài bướm đêm trong họ Geometridae.